# Solent Stars
Die Solent Stars waren ein Basketballverein aus Eastleigh im „Urban Area“ von Southampton in England. Der 1980 gegründete Verein war zu Beginn seiner Geschichte sehr erfolgreich und gewann bis 1984 drei Pokalwettbewerbe und eine Meisterschaft bei den Herren. In den Spielzeiten 1982/83 und 1983/84 nahm man damit am Europapokal der Pokalsieger teil und erreichte 1984 die Viertelfinal-Gruppenphase, wo in sechs Spielen drei Siege gelangen, unter anderem ein Auswärtssieg gegen den renommierten italienischen Vertreter und späteren Finalisten Simac Mailand. Wegen des schlechteren direkten Vergleichs schied man jedoch zusammen mit dem deutschen Vertreter BSC Saturn Köln vor dem Halbfinale aus. Im Pokal der Landesmeister schied man ein Jahr später direkt in der ersten Runde gegen den französischen Meister CSP Limoges aus. 1987 war man Gründungsmitglied der British Basketball League (BBL), der man drei Spielzeiten angehörte, bevor man sich vom Spielbetrieb. Nach dem Neustart in der vierten englischen Division gewann man 1999 unter Trainer Alan Cunningham und mit Colin Irish, beides ehemalige „Most Valuable Player“ (MVP) der BBL die nun unterhalb der BBL angesiedelte Division One. Nachdem man in der Saison 2001/02 unter anderem mit dem späteren Basketball-Bundesliga-Spieler John Bynum den dritten Platz belegte, landete man anschließend meist im unteren Tabellendrittel der nun „English Basketball League“ (EBL) genannten Liga. Bis 2005 spielte mit dem in der Region gebürtigen Joel Freeland kurzzeitig in dessen Jugend einer der erfolgreichsten englischen Basketballspieler bei den Stars. Nach dem Ende der Saison 2006/07 wurde den Stars die Spielstätte Fleming Park Leisure Centre gekündigt und die Mannschaft schließlich aufgelöst. Mit dem Team Solent, die im St. Marys Leisure Centre in Southampton spielen, gibt es eine benachbarte Basketballmannschaft, die seit 2011 in der EBL Division 2 spielt.